# مظلة
المِظَلَّة (الجمع: مِظَلَّات) أو العَالة هي أداة تحمل باليد أو أثاث قابل للنقل والطي غالبًا، تُركب عادةً على عمود خشبي أو معدني أو بلاستيكي. غرضها حماية المستخدم إما من أشعة الشمس أو من المطر. وتسمى أيضًا الشمسية وهي مظلة يتقى بها من الشمس. غالبًا ما يكون الاختلاف هو المادة المستخدمة في المظلة؛ فبعض المظلات غير مقاومة للماء. يمكن أن تكون المظلات مصنوعة من القماش أو الحيوانات أو مواد أخرى. هناك أيضًا مجموعات من المظلات تسمى en-tout-cas (تعني بالفرنسية «في أي حالة»).
تكون المظلات بالأساس أدوات محمولة باليد للاستخدام الشخصي. يمكن تقسيم المظلات إلى فئتين: مظلات قابلة للطي بالكامل، حيث يتقلص العمود المعدني الذي يدعم المظلة، مما يجعل المظلة صغيرة بما يكفي لتناسب حقيبة يد، ومظلات غير قابلة للطي، حيث لا يمكن سحب عمود الدعم وفقط المظلة يمكن طيها على طول العمود. فرق آخر بين المظلات هو طريقة الفتح، حيث يوجد مظلات يتم فتحها يدويًا، ومظلات أوتوماتيكية محملة بنابض، والتي تفتح بضغطة زر.
للمظلات المحمولة باليد أنواع من المقابض التي يمكن أن تكون مصنوعة من الخشب أو كأسطوانة بلاستيكية أو قد يكون المقبض منحني «معقوف» (مثل مقبض عصا الخيزران). تتوفر المظلات بإسعار وجودات مختلفة، بدءًا من النماذج الرخيصة والمتواضعة الجودة، إلى الطرز باهظة الثمن والمصنوعة بدقة والتي تحمل علامة المصمم. غالبًا ما تكون المظلات الكبيرة القادرة على حجب أشعة الشمس ثابتة أو شبه ثابتة، وتستخدم في البيوت خارجًا، أو توضع على شاطئ مشمس.

## تاريخيًا

### آسيا

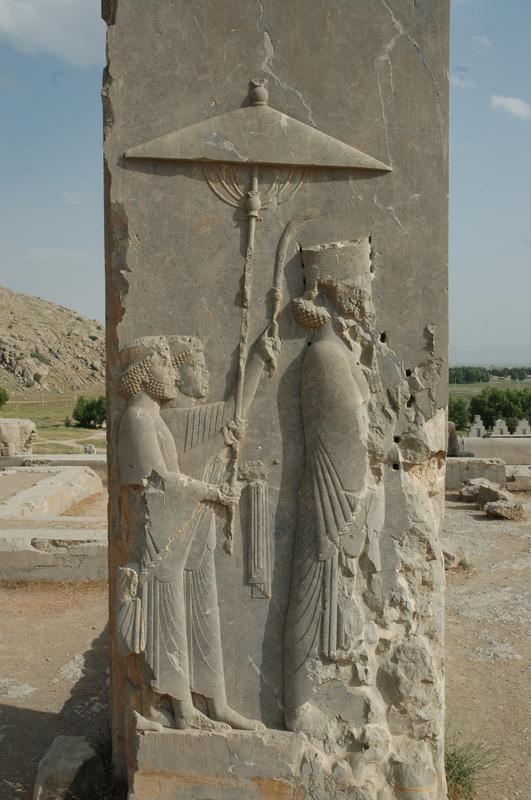
نقش الملك الفارسي خشايارشا الأول (485-465 قبل الميلاد) في تخت جمشيد

يظهر أقدم مثال موجود على مظلات «قابلة للطي» في السجل الأثري حوالي عام 2310 قبل الميلاد، ويُظهر سرجون الأكدي. تظهر المظلة بشكل متكرر في منحوتات نينوى. يعطي أوستن هنري لايارد صورة لنقش بارز يمثل ملكًا في عربته، مع خادم يحمل مظلة فوق رأسه، ولها ستارة تتدلى من الخلف، لكنها تشبه تلك المستخدمة اليوم تمامًا. وهي مخصصة حصريًا للعاهل (الذي كان أصلعًا) ولا يتم حملها من أي شخص آخر.
في بلاد فارس، عُثِر على المظلة مرارًا وتكرارًا في منحوتات تخت جمشيد، ولدى السير جون مالكولم مقالة حول هذا الموضوع في كتابه «تاريخ بلاد فارس» عام 1815. في منحوتات أخرى على الصخر في طاق بستان، التي من المفترض أن لا يقل عمرها عن اثني عشر قرنًا، تم تمثيل صيد الغزلان، حيث ينظر الملك، جالسًا على حصان، ويحمل مرافقه مظلة فوق رأسه.

### أفريقيا

#### أفريقيا القديمة
تعود أقدم المظلات المعروفة في الفن المصري القديم إلى الأسرة الخامسة، حوالي 2450 قبل الميلاد. عُثِر على المظلة في أشكال مختلفة. لدى غاردنر ويلكينسون، في عمله عن مصر، نقش لأميرة إثيوبية تسافر عبر صعيد مصر في عربة؛ ترتفع فيها مظلة مثبتة على عمود قوي في الوسط، وهذا يشابه ما يستخدم اليوم كمظلات للكراسي والمقاعد. وفقًا لرواية ويلكنسون، تم استخدام المظلة عمومًا في جميع أنحاء مصر، جزئيًا كعلامة للتمييز بين الناس، ولكن نظرًا لفائدتها أكثر من خصائصها التزيينية. في بعض اللوحات الموضوعة على جدار المعبد، وُضعت مظلة فوق صورة إله يُحمَل في موكب.

#### إمبراطورية آشانتي
التاريخ الدقيق لوقت بدء أشانتي باستخدام المظلات غير مؤكد. ومع ذلك، في القرن التاسع عشر، كان الأمانهيني "Amanhene"(كبار الرؤساء) يستخدمون مظلات كبيرة متعددة الألوان. تم استخدام المظلات للتقليل من حرارة الشمس وكذلك لتسليط الضوء على أهمية مختلف القادة.

### الهند القديمة

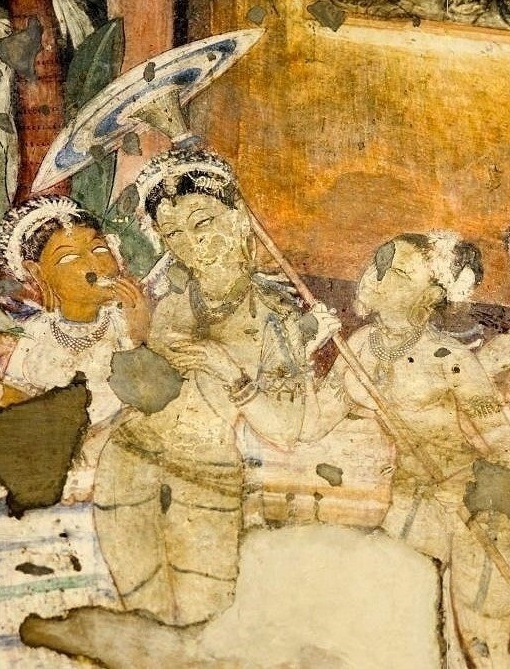
امرأة تحمل مظلة إمبراطورية جوبتا 320 م

تروي الملحمة السنسكريتية مهابهاراتا الأسطورة التالية: كان جاماداغني رامي قوس ماهرًا، وكانت زوجته المخلصة رينوكا تسترد دائمًا كل سهم من سهامه على الفور. لكن ذات مرة، استغرق الأمر منها يومًا كاملاً لإحضار السهم، فألقت رينوكا باللوم على حرارة الشمس. أطلق جاماداغني الغاضب سهمًا على الشمس. توسلت الشمس للرحمة وقدمت لرينوكا مظلة.
يقول جان بابتيست تافيرنييه، في كتابه «رحلة إلى الشرق» في القرن السابع عشر، إنه وِجِدَ على كل جانب من عرش المغول مظلتان، ويصف أيضًا أن قاعة ملك آفا كانت مزينة بمظلة. كانت مظلة الأمراء الهنود والبورمايين كبيرة وثقيلة وتتطلب مرافقًا خاصًا له منصب منتظم في العائلة المالكة. في آفا تدخل المظلة كجزء من لقب الملك، حيث كان يسمى «ملك الفيل الأبيض، ورب المظلات الأربعة والعشرين».

### أمريكا

#### وسط أمريكا
أفادت التقارير أن مقاطعة تينوتشتيتلان في عاصمة الأزتك استخدمت مظلة مصنوعة من الريش والذهب كـ«بانتلي pantli» وهو ما يعادل اليوم العلم الحديث. تم حمل البانتلي من قبل جنرال الجيش.

### الصين القديمة

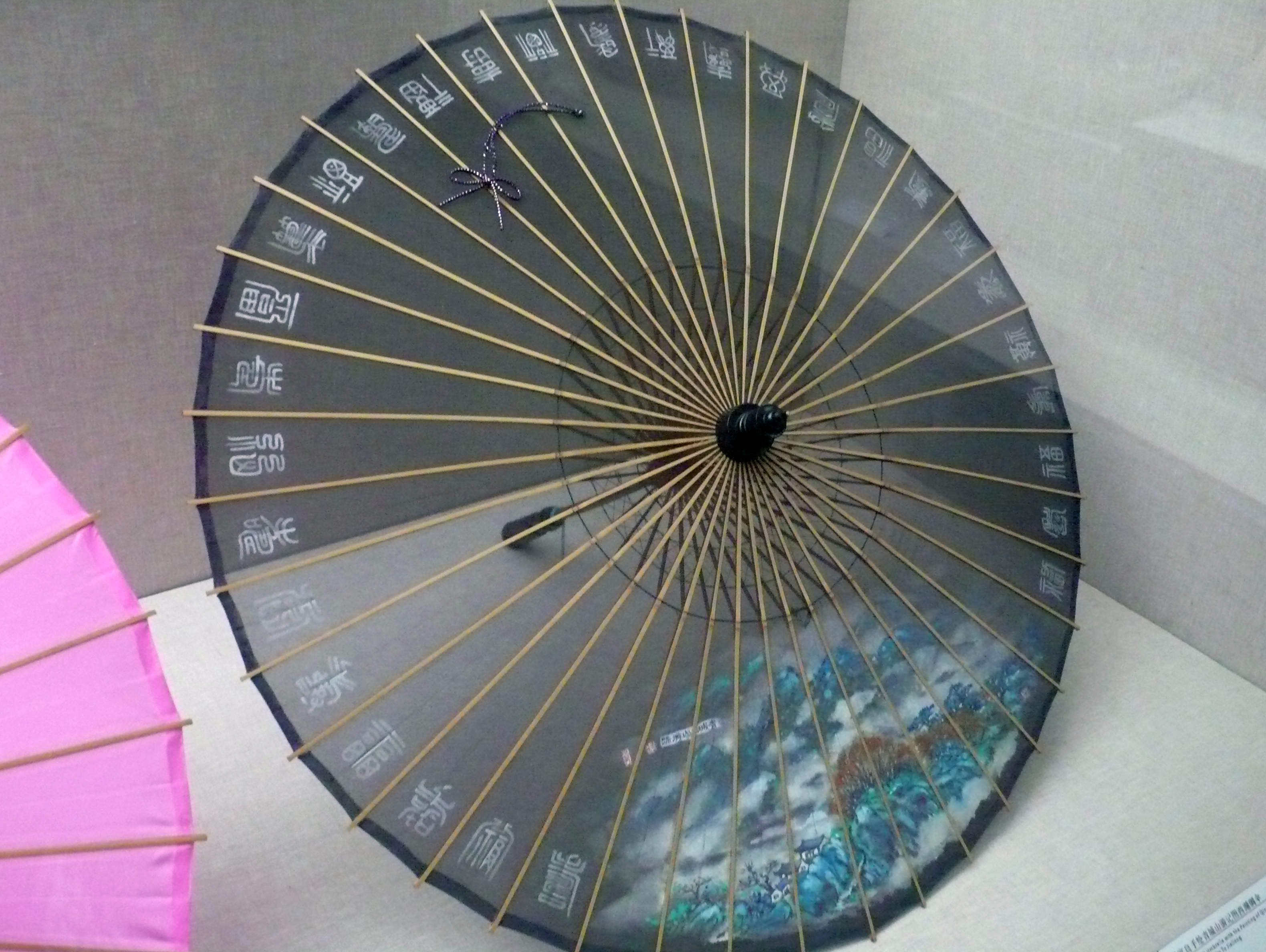
مظلة هانغتشو (قماش حريري).

الحرف الصيني للمظلة هو 傘 (sǎn) وهو رسم تخطيطي يشبه المظلة الحديثة في التصميم. غالبًا ما ارتبط استخدام المظلة بالمكانة العالية في الصين (وإن لم تكن بالضرورة شيء ملكي).
تم حمل 24 مظلة أمام الإمبراطور عندما ذهب للصيد في مناسبة واحدة على الأقل. استخدمت المظلة في هذه المناسبة كحماية ضد المطر وليس الشمس. تظل المظلة التقليدية الصينية واليابانية، التي غالبًا ما تستخدم بالقرب من المعابد، مماثلة للتصميم الصيني الأصلي القديم.
يوجه الكتاب القديم للاحتفالات الصينية، المسمى Zhou Li (طقوس زو)، الذي يرجع تاريخه إلى حوالي 2400 عام، بضرورة وضع منصة على العربات الإمبراطورية. تُعَرَف هذه المنصة الواردة في كتاب طقوس زو، ووصفها الوارد في التعليق التوضيحي لـ Lin-hi-ye، بأنها مظلة. يصف الأخير المنصة على أنها مكونة من 28 قوسًا، وهي مكافئة لأضلاع المظلة الحديثة، ويتكون القضيب، الذي يدعم ويحمل الغطاء، من جزأين، الجزء العلوي عبارة عن قضيب يساوي 3/18 من محيط قدم صيني، والأنبوب السفلي يساوي 6/10 من نفس الوحدة، حيث يمكن للنصف العلوي أن ينزلق ويغلق.
يحتوي كتاب هان على إشارة إلى مظلة قابلة للطي، مع الإشارة إلى استخدامها في العام 21 بعد الميلاد حيث إستخدمها وانغ مانغ لعربة احتفالية بأربع عجلات. أضاف المعلق في القرن الثاني Fu Qian أن هذه المظلة القابلة للطي لعربة وانغ مانغ لها مفاصل قابلة للانحناء مما مكنها من التمدد والتقلص. مظلة قابلة للطي من القرن الأول تم انتشالها من قبر وانغ غوانغ بقيادة ليلانغ في شبه الجزيرة الكورية. ومع ذلك، فإن المظلة الصينية القابلة للطي قد تكون سبقت تلك الموجودة في قبر وانغ. عُثِر على مسبوكات برونزية من عهد أسرة زو لمفصلات معقدة من البرونز مع زلاقات ومسامير قفل -والتي كان من الممكن استخدامها للمظلات- في موقع أثري في لويانغ يعود تاريخه إلى القرن السادس قبل الميلاد.

#### جنوب شرق آسيا
كتب سيمون دي لا لوبير، الذي كان مبعوثًا ساميًا من الملك الفرنسي إلى ملك سيام في الأعوام 1687 و1688، تقريرًا بعنوان «العلاقة التاريخية الجديدة لمملكة سيام»، والذي تمت ترجمته عام 1693 إلى الإنجليزية. وبحسب روايته، فإن الملك منح استخدام المظلة لبعض الرعايا فقط. يسمح للملك وحده بالمظلة ذات الدوائر المتعدده، التي فيها يتم تثبيت مظلتين أو ثلاث مظلات على نفس العصا؛ حمل النبلاء مظلة واحدة تتدلى منها أقمشة مطلية. كان لدى الـTalapoins (الذين يبدو أنهم كانوا نوعًا من الرهبان السياميون) مظلات مصنوعة من سعف النخيل مقطوعًا ومطويًا، بحيث شكل الجذع مقبضًا.
في عام 1855، وجه ملك بورما رسالة إلى مركيز ديلوزيه ( Dalhousie) يصف فيها نفسه بأنه «صاحب الجلالة العظيم، المجيد، والرائع، الذي يحكم ممالك تونابارانتا، وتامباديبا، وجميع الرؤساء العظماء الذين يحملون المظلات في الدول الشرقية».
المظلة الملكية ذات التسع طبقات هي واحدة من الشعارات الملكية في تايلاند.

### أوروبا

#### اليونان القديمة

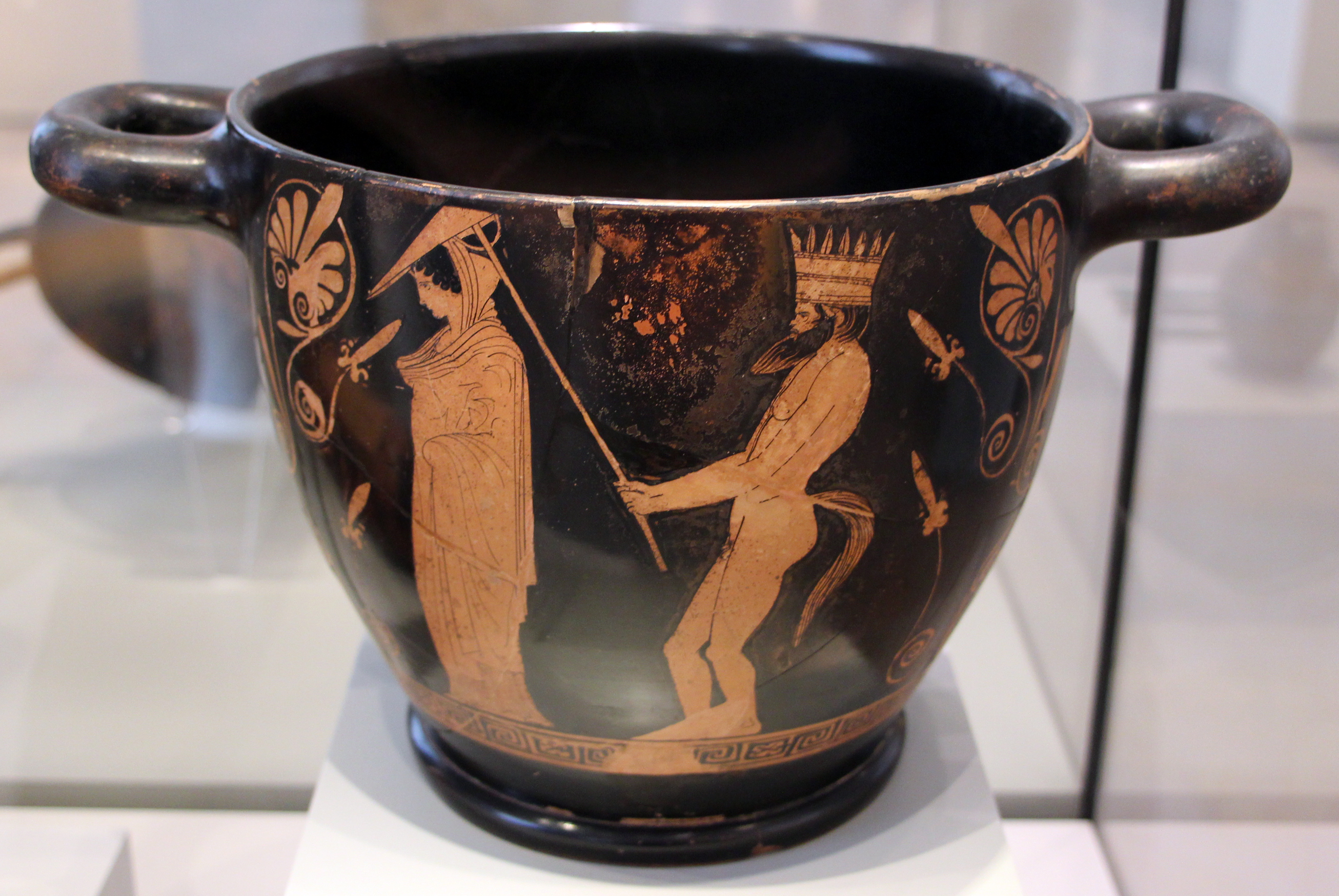
الفخار اليوناني القديم 440 قبل الميلاد

تم توثيق المظلات لأول مرة على قطع فخار من أواخر العصر الموكياني(1320-1190 قبل الميلاد). كانت المظلات القديمة قابلة للفتح والإغلاق، ولكن ربما وجدت أمثلة ثابته أيضًا. تم اكتشاف أقدم دليل أثري على مظلة قابلة للطي في ساموس من حوالي 700 قبل الميلاد. آلية الانزلاق للقطعتين تشبه بصورة ملحوظة تلك المستخدمة اليوم.
في اليونان الكلاسيكية، كانت المظلة (skiadeion) ملحقًا لا غنى عنه للسيدات في الموضة في أواخر القرن الخامس قبل الميلاد. يذكرها أريستوفانيس من بين الأدوات الشائعة بين الإناث؛ ويمكن فتحها وغلقها على ما يبدو. يصف بوسانياس قبرًا بالقرب من تريشيا في آخايا مزينًا بلوحة من القرن الرابع قبل الميلاد منسوبة إلى نيكياس؛ تظهر فيها امرأة، «وبجانبها وقفت جارية تحمل مظلة». كان حمل الرجل لمظلة آنذاك يعتبر علامة على التخنث. في طيور أريستوفانيس، يستخدم بروميثيوس واحدة كتخفي هزلي.
أدت التغييرات الثقافية بين نبلاء اليونان في النهاية إلى فترة وجيزة -بين 505 و 470 قبل الميلاد- استخدم فيها الرجال المظلات. تشهد صناعة الأواني على فترات الانتقال من الرجال الذين يحملون السيوف، ثم الرماح، ثم العصي، ثم المظلات، ثم لا شيء في النهاية. دلت المظلة، في ذلك الوقت، على رفاهية أسلوب حياة حاملها. خلال فترة استخدامها، كان الطراز اليوناني مستوحى من طريقة النبلاء الفارسية والليدية في ارتداء الملابس: أردية فضفاضة، وشعر طويل مزخرف، وذهب، ومجوهرات، وعطور.
كما كان لها أهمية دينية. في مهرجان Scirophoria الأثيني، حيث حملت كاهنات الإلهة مظلة بيضاء من الأكروبوليس إلى فاليروس. في أعياد ديونيسوس، تم استخدام المظلة، وفي نقش بارز قديم، تم تمثيل الإله نفسه على أنه يهبط مع مظلة صغيرة في يده. في Panathenæa، كانت بنات الأجانب (Metics)، أو المقيمين الأجانب، يحملون المظلات فوق رؤوس النساء الأثينيات كعلامة على الدونية.

#### روما القديمة

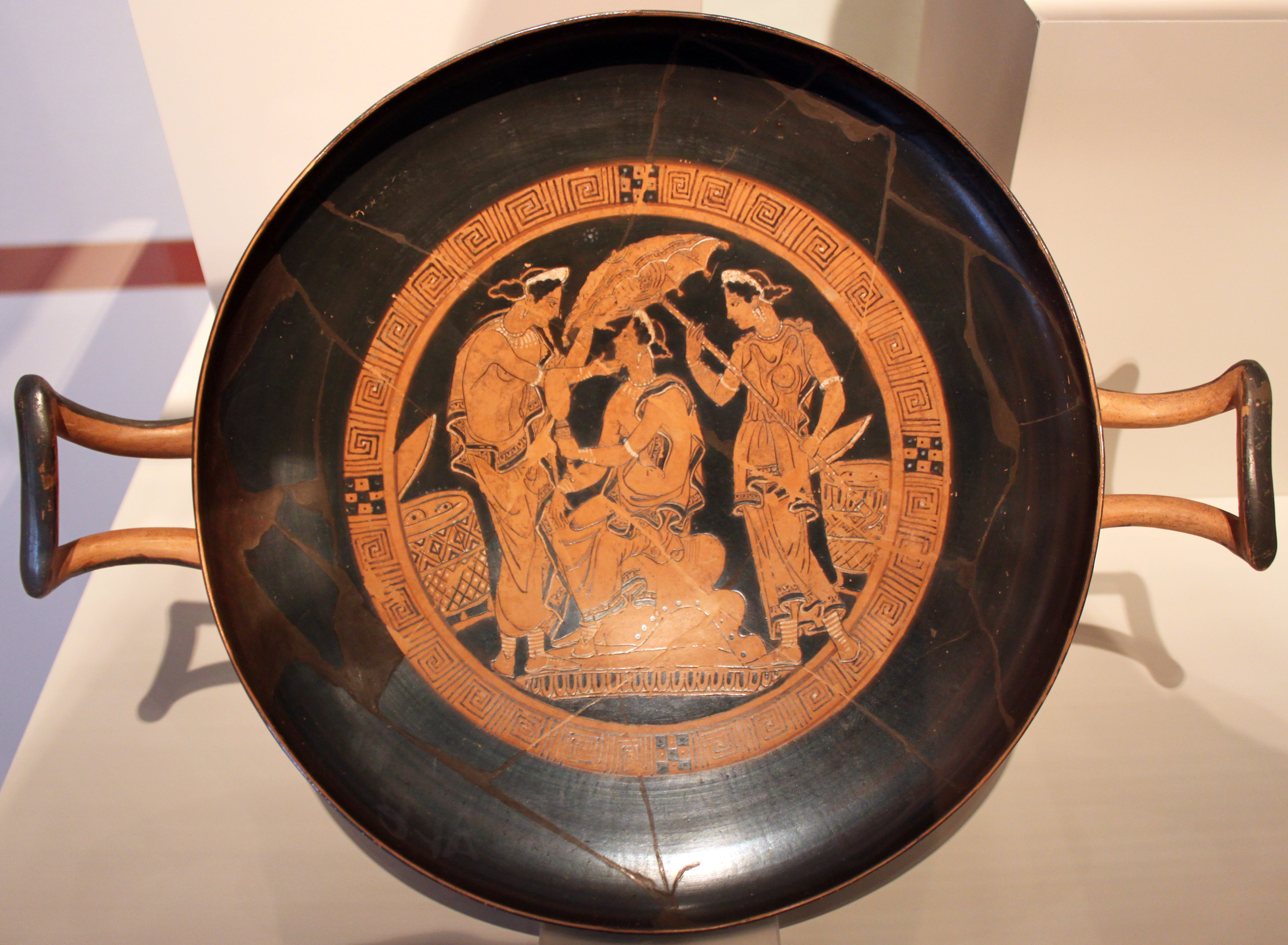
كوب شرب إتروسكاني من قرية تشيوسي بإيطاليا 350-300 قبل الميلاد

من المحتمل أنه تم انتقال استخدام المظلة إلى روما من اليونان، حيث يبدو أنها كانت تستخدم عادة من قبل النساء. هناك إشارات متكررة إلى المظلة في الكلاسيكيات الرومانية، ويبدو أنه لم يكن من المستبعد أن يكون منصب شرف بين الخادمات أن يحملن المظلة لسيداتهن. أشار بعض الشعراء إلى المظلة أعمالهم كأوفيد وجوفينال ومارتياليس، ويتبين من هذه الأشارات المظلة قد أستخدمت للوقاية من أشعة الشمس، مع ذلك، هناك إشارات إلى استخدامها كوسيلة للحماية من المطر، على الرغم من ندرة وجودها (جوفينال، التاسع، 50).
وفقًا لغوريوس، جاءت المظلة إلى روما من الأتروسكان الذين أتوا إلى روما للحماية، وتظهر المظلة كثيرًا على الأواني والفخاريات الأتروسكية، كما هو الحال أيضًا في الأحجار الكريمة والياقوت التي ظهرت لاحقًا.

### القرن السادس عشر
كانت إحدى أقدم الصور في لوحة لجيرولامو داي ليبري من عام 1530 بعنوان Madonna dell Ombrello (مادونا المظلة) حيث تحتمي مريم العذراء بملاك صغير يحمل مظلة حمراء كبيرة.